# Dibamus dezwaani
Dibamus dezwaani är en ödleart som beskrevs av Das och Lim 2005. Dibamus dezwaani ingår i släktet Dibamus och familjen blindödlor. Inga underarter finns listade i Catalogue of Life.
Arten förekommer endemisk på den indonesiska ön Nias söder om Sumatra. Honor lägger ägg.